# Pirmin Werner
Pirmin Werner (Schaffhausen, 10 de enero de 2000) es un deportista suizo que compite en esquí acrobático, especialista en la prueba de salto aéreo.
Ganó tres medallas en el Campeonato Mundial de Esquí Acrobático, en los años 2021 y 2025. Participó en los Juegos Olímpicos de Pekín 2022, ocupando el cuarto lugar en las pruebas individual y por equipo.

## Medallero internacional
| Campeonato Mundial | Campeonato Mundial  | Campeonato Mundial | Campeonato Mundial      |
| Año                | Lugar               | Medalla            | Prueba                  |
| ------------------ | ------------------- | ------------------ | ----------------------- |
| 2021               | Almaty (Kazajistán) | Medalla de plata   | Salto aéreo por equipos |
| 2025               | Engadina (Suiza)    | Medalla de bronce  | Salto aéreo             |
| 2025               | Engadina (Suiza)    | Medalla de bronce  | Salto aéreo por equipos |